# Comunicacions de Smart Machine
Les comunicacions de Smart Machine corresponen a les comunicacions que es realitzen dins de la Indústria 4.0. Consisteixen en el traspàs de dades entre dues màquines, directament o indirectament, mitjançant un ordinador central que processa tota la informació per extreure'n una conclusió.
Les transmissions de dades són principalment cap a altres màquines o cap a persones. Realitzen principalment dues funcions: observar una tasca i extreure Big Data, la qual arriba a un ordinador central per ser analitzada i tractada, i per donar instruccions a altres màquines.
Aquestes comunicacions encara presenten alguns inconvenients. Amb el seu desenvolupament seran més rellevants en les empreses.
El desenvolupament està essent ràpid i cada cop existeixen més formes i protocols per a les comunicacions entre Smart Machines, alguns sent l'OPC UA (Open Platform Comunications Unified Architecture) i l'Ethernet TSN.

## Ús de les comunicacions
La visió de la Industrial Internet of Things (IIoT) consisteix en el fet que cada element actiu, amb diferents nivells d'intel·ligència (des d'elements que detecten i actuen, fins al control, optimització i operació autònoma) funcionen com a part del sistema complet. Aquests sistemes funcionen a partir d'un internet estàndard, o bé a partir de tecnologies de núvol que permeten un accés segur als dispositius i a la informació per aprofitar la Big Data.
L'arribada de la Internet of Things s'hauria de veure com una evolució dels mètodes per comunicar-nos, amb la utilització d'elements com el guardat al núvol, la Seguretat informàtica i la Big Data. El repte per utilitzar aquestes tecnologies és com implementar-les en un ambient industrial.
Les comunicacions permeten l'intercanvi de dades entre màquina i receptor. Això permet la recol·lecta i processament d'informació útil, la qual després s'analitza. S'utilitzen sensors RFID per la identificació per ràdio freqüència d'etiquetes, amb les quals connectades a un dispositiu permeten recol·lectar dades per ser enviades.
Les dades rebudes permeten controlar l'eficiència i la productivitat dels diferents components i regular-los segons calgui amb més facilitat. També es pot controlar que tota la producció és correcta, observant si l'element produït té algun error i si segueix totes les operacions de fabricació. Els productes manufacturats també poden utilitzar la Internet de les coses per enviar informació sobre el seu rendiment al fabricant o al consumidor per la seva possible millora o reparació.
Aquestes dades s'acostumen a pujar a aplicacions amb servei d'emmagatzematge al núvol per facilitar la feina als tècnics de reparació de software i reduir costos en tasques relacionades amb la tecnologia de la informació. Els usuaris poden accedir a la informació a través de dispositius com telèfons intel·ligents o tauletes tàctils i l'empresa pot determinar quines dades pot veure cadascú: aquesta decideix quina informació poden accedir els consumidors o altres empreses, mantenint tot l'accés a si mateixa en un núvol privat.
Hi han diferents estàndards per l'ús d'Ethernet en la indústria de la manufacturació. N'hi han principalment 3 classes, des del més lent (i el més antic) fins al més ràpid. Al utilitzar tecnologies de la comunicació, s'han de tenir en compte totes les senyals, les quals s'han de respectar les unes amb les altres. L'objectiu és crear protocols de comunicació que puguin aguantar el màxim nombre de comunicacions sense cables possible. Actualment, el IEEE Time-Sensitive Networking Working Group treballa per la millora en la fiabilitat i les capacitats de l'estandardització d'Ethernet. Les noves tecnologies de comunicació que es desenvolupen com 5G també poden millorar estructures d'aquestes comunicacions.

## Canvis
La introducció de noves maneres per comunicar comporten alguns canvis respecte la tecnologia, els treballadors i els consumidors.

### Tecnologia
- Connectivitat d'Ethernet: Permet la integració de xarxes i la millora en quan a accés de dades.
- Tecnologies mòbils: Concedeix una millora en seguretat i control remot d'equips.
- Millora de la Unitat central de processament: Més rendiment per un cost menor.
- Múltiples ports Ethernet en els dispositius automatitzats: S'habilita una connectivitat millorada.
- Possibilitat de connectar una gamma més àmplia d'actuadors i sensors: Podrem aconseguir una recollida d'operacions més precisa, basada en les decisions operatives.
- Realitat augmentada i reconeixement biomètric: Millora de la interacció entre la màquina i l'operador.

### Operaris i treballadors
- Amb l'ús d'internet com a lloc comú en la vida de moltes persones, l'expectativa de treballadors de tenir accés a la informació de producció en temps real continua augmentant.
- Més mobilitat augmenta l'ús de dispositius mòbils i usables per accedir a informació en qualsevol lloc.
- Una mentalitat de web interactiva motiva a pensar que les màquines intel·ligents i els centres de control distribuït col·laboren de la mateixa manera que les persones utilitzen les xarxes socials.

### Requeriments de l'usuari
Per complir amb les demandes dels consumidors, cal incorporar els següents requisits a qualsevol disseny de maquina intel·ligent.
- Traçabilitat i transparència de productes, bens i informació.
- Gestió de dades en temps real i la millora de la gestió de la cadena de subministrament.
- Fàcil integració de noves tecnologies, garantint la compatibilitat per a les instal·lacions de retroalimentació i actualització.
- Accessibilitat immediata a la informació.
- Garantia de seguretat per protegir l'usuari i la màquina.

Les xarxes basades en Ethernet de components i recursos són elements clau de les màquines intel·ligents. Els estàndards oberts seran un instrument clau d'adopció, que permetran la integració de sistemes, una millor visibilitat i un nivell de control empresarial més complet. Els beneficis seran un temps accelerat de comercialització del producte, costos reduïts i temps d'inactivitat, millor qualitat, menor consum energètic i major personalització.

## Dificultats
Gràcies als continus avenços tecnològics al món de la manufacturació, hi ha hagut una emergència de varis  sistemes de control i tecnologies que poden ajudar a incrementar l'eficiència de les màquines. Tot i així, gran part d'aquesta tecnologia es troba dispersa: la seva especialització se centra només en l'optimització d'un component del procés. És un consens general que l'eficiència de l'automatització no recau només en les capacitats tècniques de processos individuals de monitoratge i sistemes de control, però també en l'habilitat de comunicar-se entre els sistemes de control i usuaris per obtenir un rendiment òptim. L'habilitat de comunicar i controlar múltiples processos és la base de la Smart Machine.
De totes maneres, és important comprendre que la comunicació entre sistemes de control individuals i tecnologies pot generar problemes. Els principals problemes són la interoperabilitat i l'absència d'estandardització.
- Interoperabilitat: La interoperabilitat en el món de la manufacturació es relaciona amb l'intercanvi d'informació entre hardware i software. S'utilitza software i hardware de propietat fent incompatible l'ús amb altres aplicacions. La majoria dels sistemes tant de maquinari com de software dins del món de la manufacturació tenen drets d'autor en els seus productes.

- Absència d'estàndards: L'absència d'estàndards en aquesta indústria és un problema important per les comunicacions de la Smart Machine. La falta d'un estàndard acceptat de forma universal ha resultat en greus problemes durant la integració de subsistemes. Hi ha una falta de formats per estructures de dades per múltiples nivells de comunicacions dins dels sistemes de Smart Machines. A més a més, hi ha una mancança d'estàndards per la representació d'atributs, característiques i comunicacions entre aplicacions. És difícil crear una interfície directa entre dos sistemes. Per aquesta raó, una gran quantitat de tecnologies integradores tenen l'objectiu de comunicar les funcions entre subsistemes per permetre el flux de dades entre elles.[9]

Una solució plantejada és l'estàndard Ethernet IEEE 802.1 TSN (Time Sensitive Networks), aquest fa eventualment transmissions en temps controlat de missatges crítics en temps real a través d'estàndards de components Ethernet. El més probable és que la tecnologia Ethernet TSN tindrà un impacte important en el panorama de les millores del dialectes d'Ethernet en temps real.
El protocol de comunicacions OPC UA (Open Platform Comunications Unified Architecture) és un dels més importants en l'actualitat. Des d'un punt de vista tècnic, OPC UA es caracteritza pel fet de tenir mecanismes d'intercanvi de dades i models d'informació que permeten la estructuració de la informació que es vol definir. Aquesta tecnologia es pot integrar en dispositius de qualsevol plataforma, amb diversos llenguatges de programació. Aquest protocol també pot descriure qualsevol sistema, independentment del seu grau de complexitat. Aquesta tecnologia està estandarditzada en unes bases internacionals i té una gran acceptació a la industria 4.0.
OPC UA és en general un estàndard de comunicació que s'estén des del nivell empresarial fins al nivell de control. Tot i això, te dues limitacions. La primera és que només pot utilitzar o reemplaçar dades i sistemes industrials d'Ethernet existents quan no hi hagi requeriments especialitzats o sofisticats de comunicació. L'altre limitació és que només defineix les dades cóm descrites i intercanviades.
Hi ha un apropament molt prometedor per combinar els protocols de l'existent Ethernet en temps real i els respectius perfils amb OPC UA. Això permetria no només accedir a les dades de manera local, sinó també a través de qualsevol xarxa com Internet.

## Futur de les comunicacions de Smart Machine
Les iniciatives d'una producció intel·ligent estant centrades bàsicament en la flexibilitat i en millorar els nivells d'automoció i digitalització. A la llarga, s'aconseguirà reformular les fàbriques completament, amb les que s'hauran d'adaptar una gran multitud de tecnologies i idees que tindran un gran impacte. En aquesta evolució, la Industrial Internet of Things (IIoT) serà clau.
Amb aquesta, ja s'està duent a terme una transició per reemplaçar els protocols de bus amb variants Ethernet industrials. Les perspectives suggereixen que, amb l'adopció d'aquests, estaran preparats per la futura evolució de la comunicació industrial. Seguir amb la dependència i l'adopció de bus de camp, sense tenir en compte les alternatives basades en Ethernet, perjudicaria la producció.
L'any 2015, els protocols de bus de camp representaven prop del 66% de les noves connexions de nodes, amb l'Ethernet industrial augmentant un 1% anual. El pas d'aquesta xarxa és lent, però és molt probable que s'acceleri a mesura que la fabricació intel·ligent i els beneficis de la Internet de les coses es tornin més importants i àmpliament més reconeguts.
Tanmateix, aquest augment de la connectivitat comporta algunes novetats de seguretat. Els usuaris necessiten assegurar-se que els riscos associats amb la maquinària de xarxa no superin els beneficis. Cal formació i educació abans de fer canvis a una línia de producció existent o en formular el disseny d'una nova línia. Aquí, els OEM (Original Equipment Manufacturer) han d'adaptar-se de forma anticipada, ja que aquest domini requereix d'habilitats i tecnologies que són, en la seva majoria, noves en els seus equips d'enginyeria. La seguretat cibernètica també és una corba d'aprenentatge per als proveïdors d'aquesta tecnologia. Els productes que simplifiquen la visa de l'OEM i l'usuari final es convertiran en diferenciadors i mostraran una important oportunitat per al mercat d'automatització.